# EVOLution
EVOLution(에볼루션)은 2023년 모드하우스에 의해 결성된 대한민국의 걸 그룹 tripleS(트리플에스)의 네 번째 서브 유닛이다. 구성원은 김유연, 마유, 김나경, 코토네, 김채연, 이지우, 김수민, 곽연지 등으로 이루어져 있다. 이 8인조는 2023년 10월 11일 EP 음반 《⟡》와 함께 데뷔했다.

## 구성원
| 이름   | 소개 |
| ------ | --- |
| 김유연 | - 출생일: 2001년 2월 9일(24세) - 출생지: 대한민국 서울특별시 서초구 반포동 - 포지션: 리더                   |
| 마유   | - 본명: 코우마 마유 - 출생일: 2002년 5월 12일(22세) - 출생지: 일본 군마현 후지오카시                        |
| 김나경 | - 출생일: 2002년 10월 13일(22세) - 출생지: 대한민국 울산광역시 중구 약사동 - 포지션: 메인댄서               |
| 코토네 | - 본명: 카미모토 코토네 - 출생일: 2004년 3월 10일(21세) - 출생지: 일본 도쿄도 고쿠분지시 - 포지션: 메인래퍼 |
| 김채연 | - 출생일: 2004년 12월 4일(20세) - 출생지: 대한민국 서울특별시 강북구                                        |
| 이지우 | - 출생일: 2005년 10월 24일(19세) - 출생지: 대한민국 서울특별시 서초구 잠원동 - 포지션: 메인보컬             |
| 김수민 | - 출생일: 2007년 10월 3일(17세) - 출생지: 대한민국 대구광역시 중구 남산동                                   |
| 곽연지 | - 출생일: 2008년 1월 8일(17세) - 출생지: 대한민국 서울특별시 송파구                                         |

## 디스코그래피

### EP
- ⟡ - 2023년 10월 11일 발매

### 싱글
- Invincible (EVOLution의 노래) - 2023년 (음반: ⟡)